# Trachten der Inseln Föhr und Amrum und der Halligen

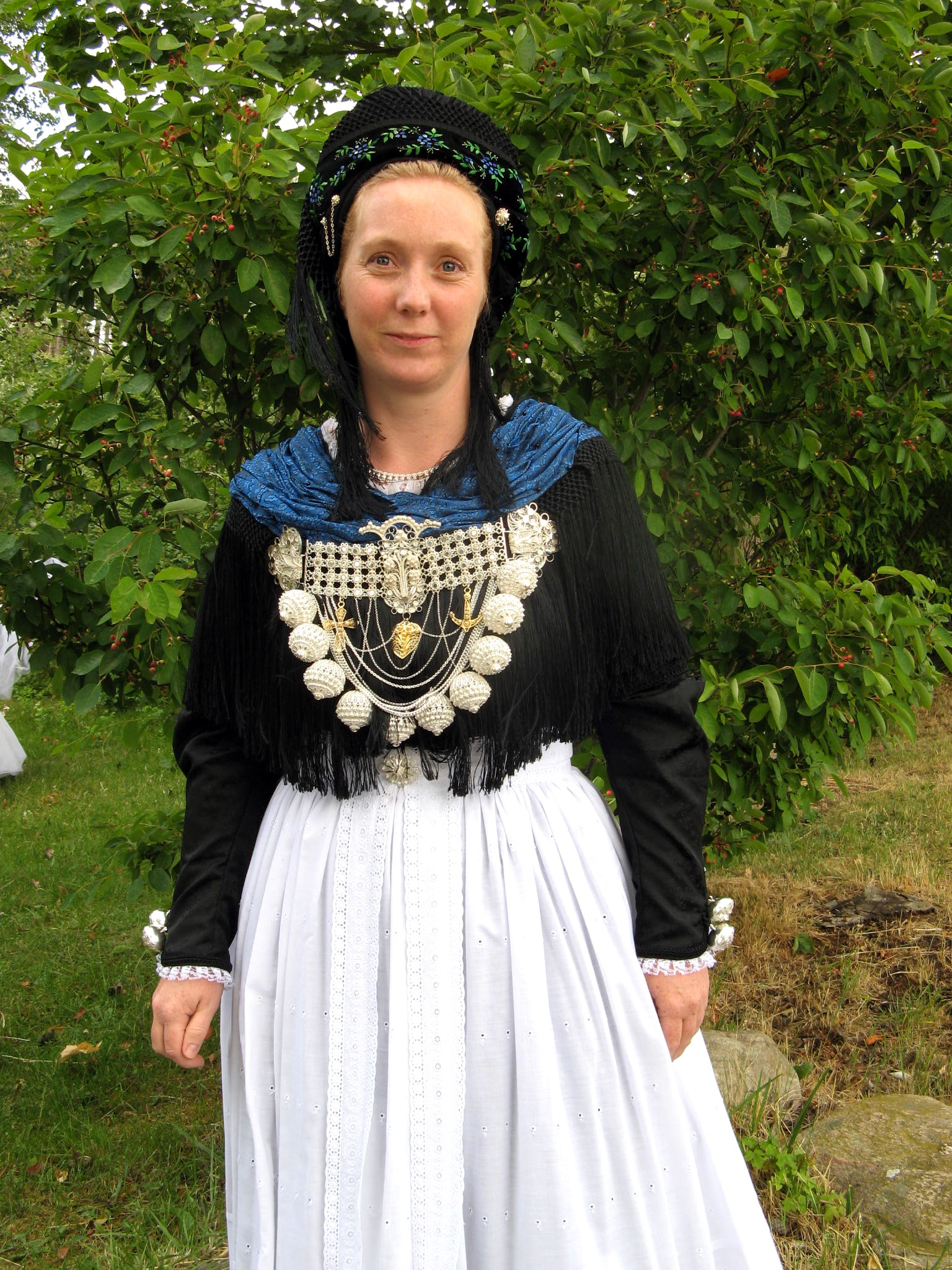
Föhrer Friesentracht

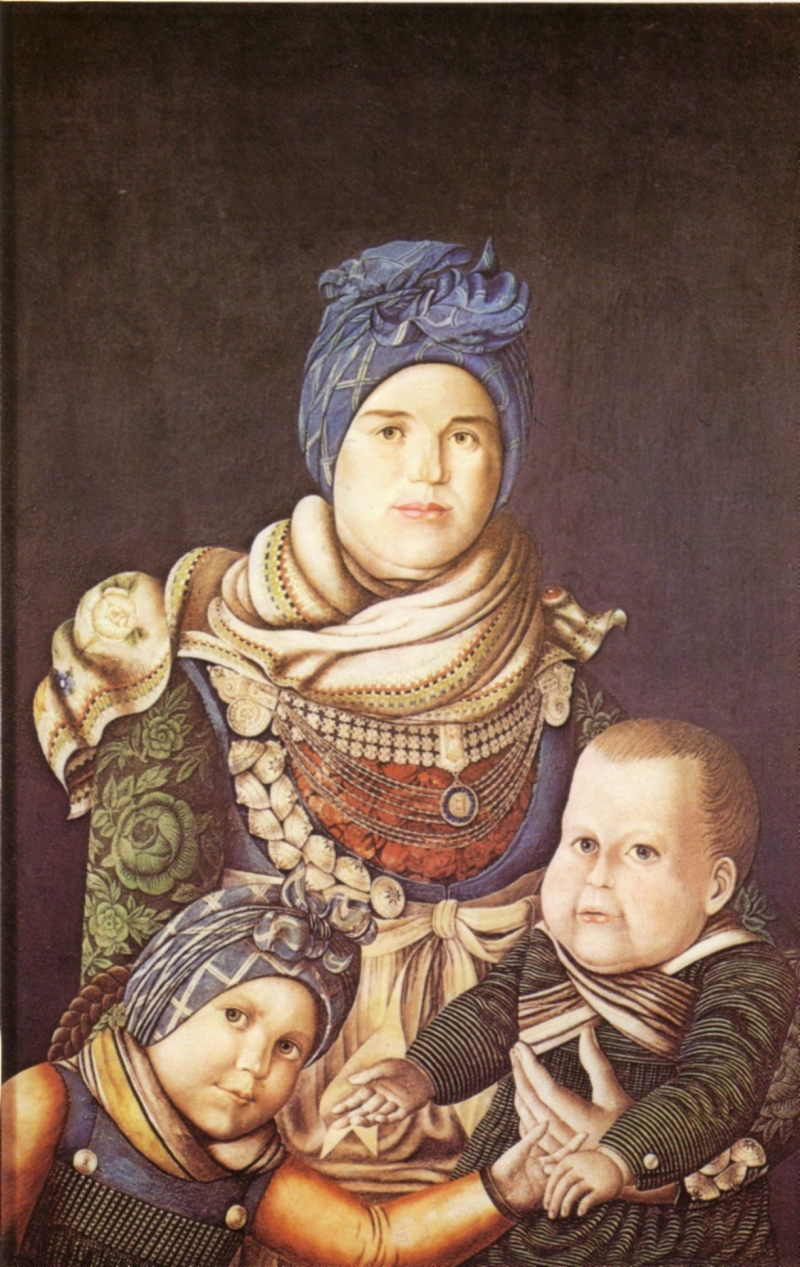
Föhrerin um 1820, Porträt von Oluf Braren

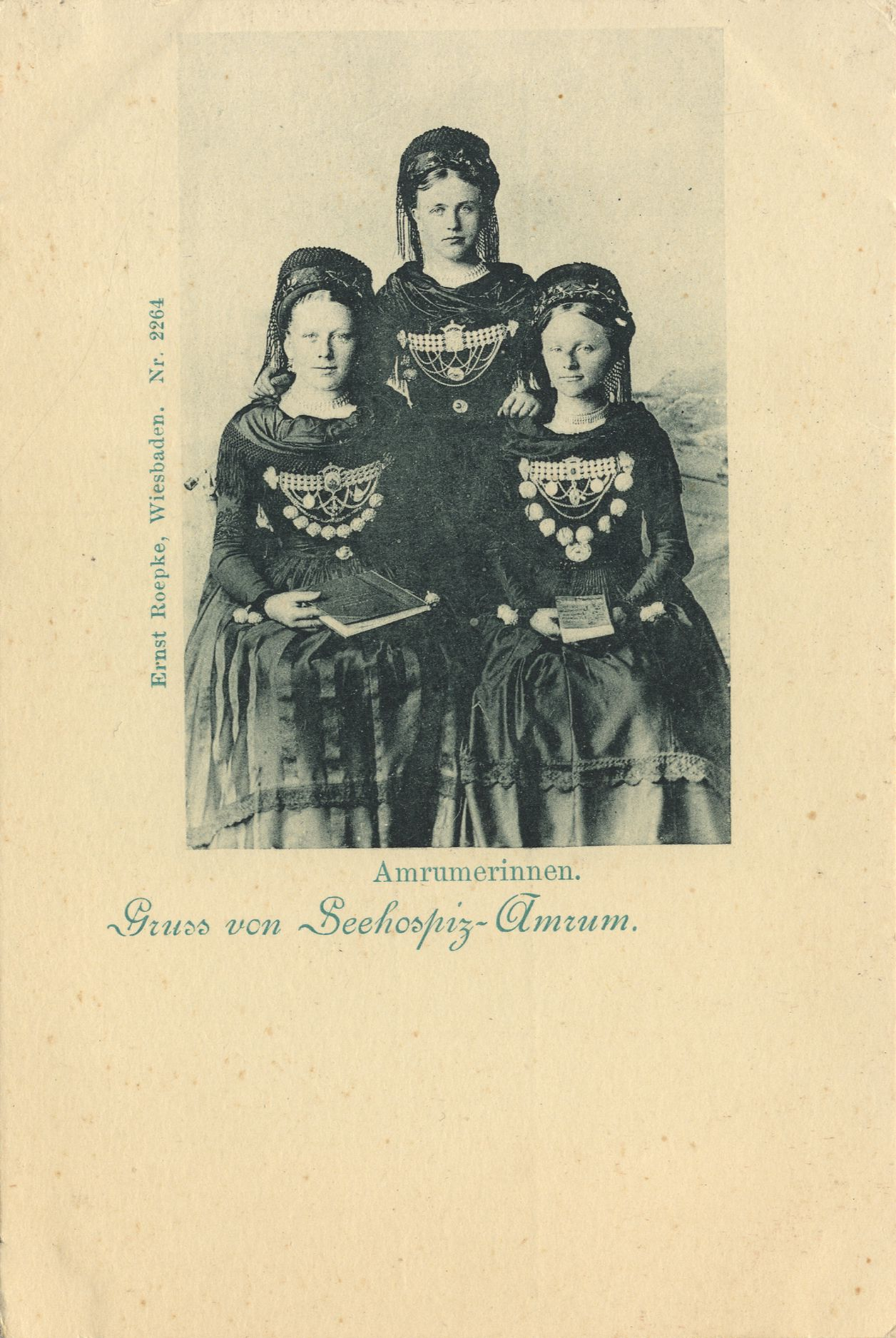
Amrumerinnen, Postkarte (um 1900)

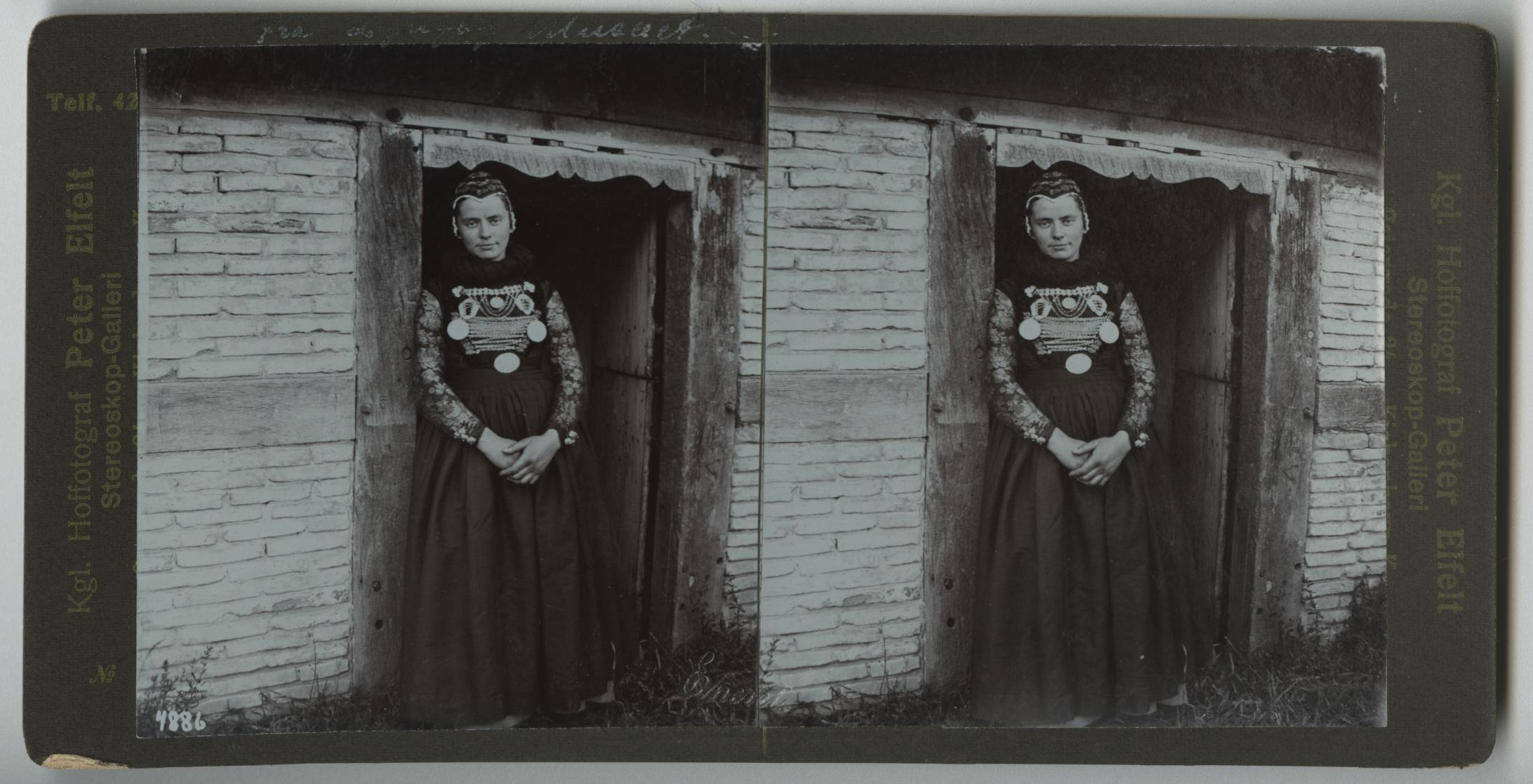
Eine Frau in einer Tracht von den Hallingen, Frilandsmuseet, 1904, fotografiert von Peter Elfelt

Die Trachten der Inseln Föhr und Amrum und der Halligen werden bis in die Gegenwart von Frauen und Mädchen auf den deutschen Nordseeinseln Föhr, Amrum, Hooge und Langeneß getragen.

## Geschichte
Bereits für das 16. Jahrhundert sind Trachten auf Föhr nachgewiesen. Neben der Festtagstracht und der Alltagstracht wurden auch Abendmahlstrachten und Trauertrachten getragen. Ab 1764 wird der lange Wickelrock, Pai genannt, getragen. Dies ging einher mit einem Schwund der Farbigkeit der Tracht. Ab etwa 1800 wurde der Kopf mit einem Tuch umschlungen. Im 19. Jahrhundert entwickelte sich dann der heute übliche reiche Brustschmuck aus Silber. Gleichzeitig wurden diese Trachten auf Amrum und den Halligen populär und lösten ebenfalls die früher getragenen Trachten ab.
Die heute noch getragene Festtagstracht entwickelte sich vor etwa 100 Jahren aus den früheren Trachten heraus.
Bemerkenswert ist, dass es eine einheitliche Tracht nur für Frauen und Mädchen, jedoch nicht für Jungen und Männer gibt. Dies liegt darin begründet, dass über Jahrhunderte hinweg zahlreiche Männer den größten Teil des Jahres auf See zubrachte und somit die jeweilige Mode der Hafenstädte trugen. Eine konforme männliche Tracht konnte sich daher auf den Inseln nicht entwickeln.

## Besonderheiten der heutigen Tracht
Eine Tracht hat einen Wert von rund 5000 bis 6000 Euro. Sie wird in der Regel in der Familie vererbt, kann aber auch heute noch neu angefertigt werden.
Das Anlegen der Tracht dauert mehrere Stunden; insbesondere das Anlegen der Haube und/oder des Kopftuchs sowie das Feststecken der Haare mit Haarklammern sind sehr zeitaufwändig. Mindestens eine zweite Person muss beim Anlegen der Tracht helfen.

## Bedeutung

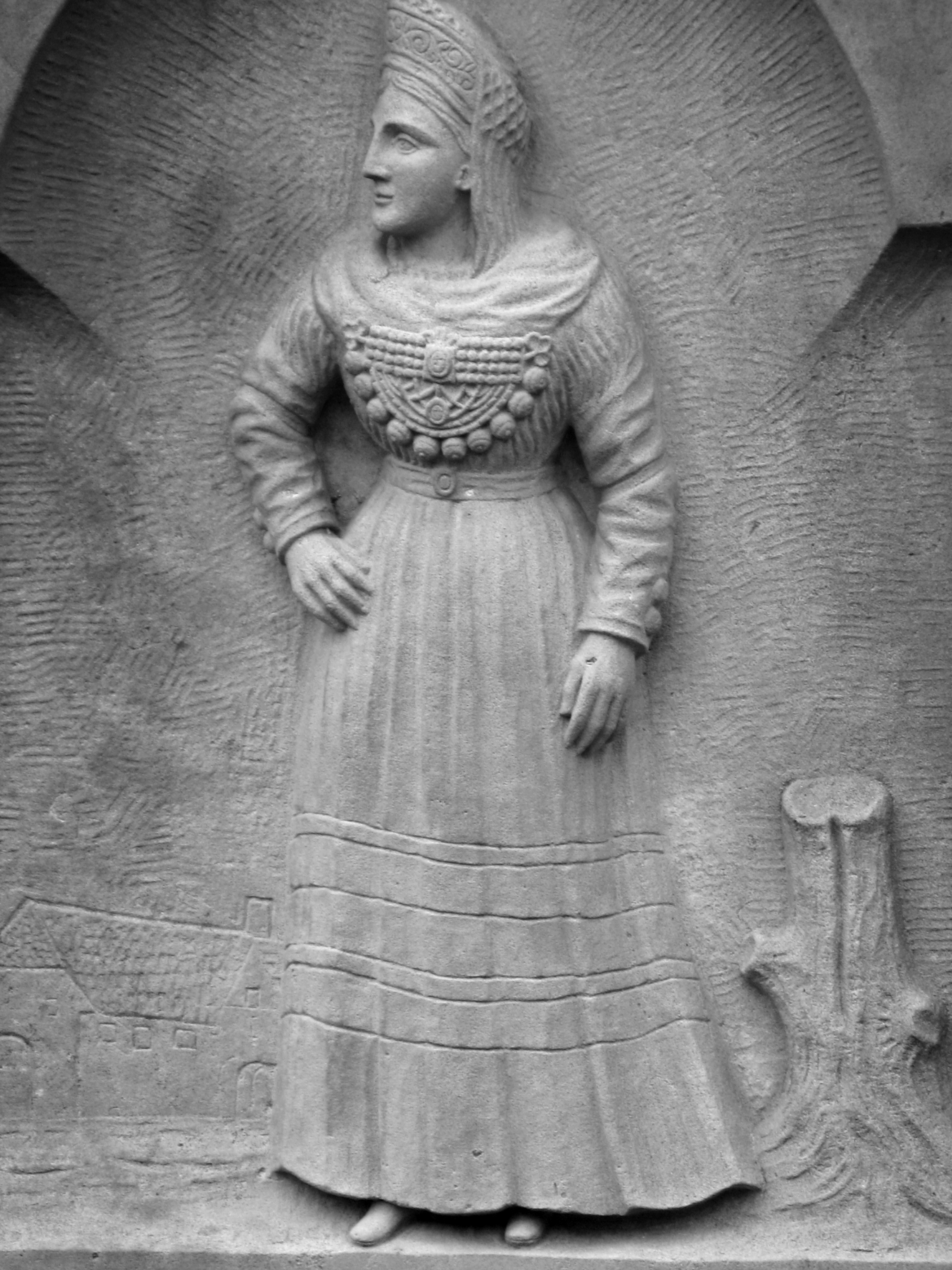
Föhrer Friesentracht auf einem Grabstein

Neben der friesischen Sprache ist die Tracht für viele Insulaner von hohem Identität stiftendem Charakter. So wie die friesische Sprache in ihrem Föhrer und Amrumer Dialekt gegenwärtig eine annähernd gleichbleibend große Gruppe von Sprechern findet, ist auch das Festhalten an der Tracht zu beobachten. Auf Hallig Hooge war die Tracht weitgehend ausgestorben, jedoch wird sie heute von der „Tanz- und Trachtengruppe der Hallig Hooge“ wieder öffentlich getragen. Auch auf Hallig Langeneß wird die Tracht gelegentlich wieder präsentiert.
Die bekannte Festtracht ist in ihrer heutigen Form und Ausstattung zirka 100 Jahre alt und hat sich seitdem nicht mehr verändert, da sie im Alltag keine Funktion mehr besitzt. An hohen Feiertagen wird sie demgegenüber aber sehr wohl, an Sonntagen oft mit reduziertem Schmuckanteil getragen.
Die Nordfriesen sind fast ausschließlich evangelisch-lutherischer Konfession. Aus diesem Grund spielt die Konfirmation auch auf den Inseln eine große Rolle im Leben der Heranwachsenden. Sie ist der Festtag, an dem zahlreiche Mädchen die Erwachsenen-Tracht zum ersten Mal öffentlich vor der Gemeinde tragen.
Andere Anlässe zum Tragen der Tracht sind hohe kirchliche Feiertage, die Teilnahme an Hochzeiten oder auch Abiturfeiern. Die Tracht wird auch bei Aufführungen für Touristen getragen.

## Beschreibung
Die Sonntags- und Festtracht der Mädchen und Frauen lebt von dem starken Kontrast der hellen Schürzen und des Filigranschmucks und dem dunklen Stoff des Kleides. Die Tracht wirkt wegen dieses Kontrastes – und weil sie nur an hohen Feiertagen und Sonntagen getragen wird – sehr stil- und würdevoll.
Im Einzelnen besteht die Tracht aus den folgenden Teilen.

### Der Rock (Pai)
Dieser ist ein Trägerrock aus dunkelblauem Tuch mit einer Weite von viereinhalb bis fünf Metern. Besonders im Rückenteil ist er kunstvoll 60-fach gefaltet. Die untere Kante wird von einem etwa acht Zentimeter breiten Saum aus hellblauer Moiréseide gebildet.

### Die Ärmel
Die Ärmel sind aus Taft, Kunstseide oder Samt und an einem Futterleibchen angenäht, um sie wechseln zu können.

### Die Schürze
Die Schürze der Festtagstracht ist weiß, aus Batist gefertigt und mit Lochstickereien versehen. Die Schürze der Alltagstracht – die allerdings kaum mehr Verwendung findet – ist von dunklem, oder buntem Stoff.

### Das Schultertuch
Das dreieckige Schultertuch aus Seide besitzt geknotete Fransen und wird mit rund 60 bis 70 schwarzen Knopfnadeln auf dem Mieder festgesteckt. Das Schultertuch gibt es in vielen verschiedenen Farben.

### Das Kopftuch
Das schwarze Kopftuch ist aus dünnem Kaschmirtuch und etwa 130 Zentimeter im Quadrat groß. Es trägt eine Verzierung in Form eines zirka acht Zentimeter breiten Samtbands in schwarzer Farbe, das oft bestickt und mit Fransen besetzt ist. Dieses Tuch wird kunstvoll haubenartig geschlungen. An der Stirnseite befindet sich eine handgestickte Bordüre mit Blumenmustern und an den Seiten befinden sich lange schwarze Fransen.
Die verheiratete Frau trägt unter dem Kopftuch ein rotes, mit schwarzen Perlen besticktes Häubchen.

### Die Haube
Unter dem Kopftuch schaut hinten die eigentliche Haube heraus; diese wird allerdings ausschließlich von verheirateten Frauen getragen. Sie besteht aus einem Läppchen in roter Farbe, das mit schwarzen Glasperlen bestickt ist.

### Der Schmuck
Der filigrane Brustschmuck wird aus Silber hergestellt. Er besteht auf Föhr aus zehn bis zwölf, auf Amrum meist acht Knöpfen sowie einer mehrgliedrigen Hakenkette. Diese besteht aus einer drei- oder vierreihigen Gliederkette mit einem Amulett in der Mitte worauf sich die Bestandteile Kreuz, Herz und Anker als Symbole für Glaube, Liebe und Hoffnung, die Zeichen der christlichen Tugenden befinden.
Zwei weitere Knöpfe werden an den Ärmel angenäht. Ein Schließe aus Silber hält hinten die Schürze zusammen. Eine Halskette, Kopftuchnadeln, Haarnadeln und eine Brosche am Schürzenband ergänzen den Schmuck der Tracht.
Der Silberschmuck wurde durch Seefahrer aus Portugal eingeführt und wird auch heute noch dort hergestellt.

### Kindertracht
Die Tracht für jungen Mädchen unterscheidet sich nicht wesentlich von der für weibliche Jugendliche und Frauen. Der Umfang des Schmucks ist lediglich reduziert, es werden vier Knöpfe als Brustschmuck getragen.

## Ausstellungen

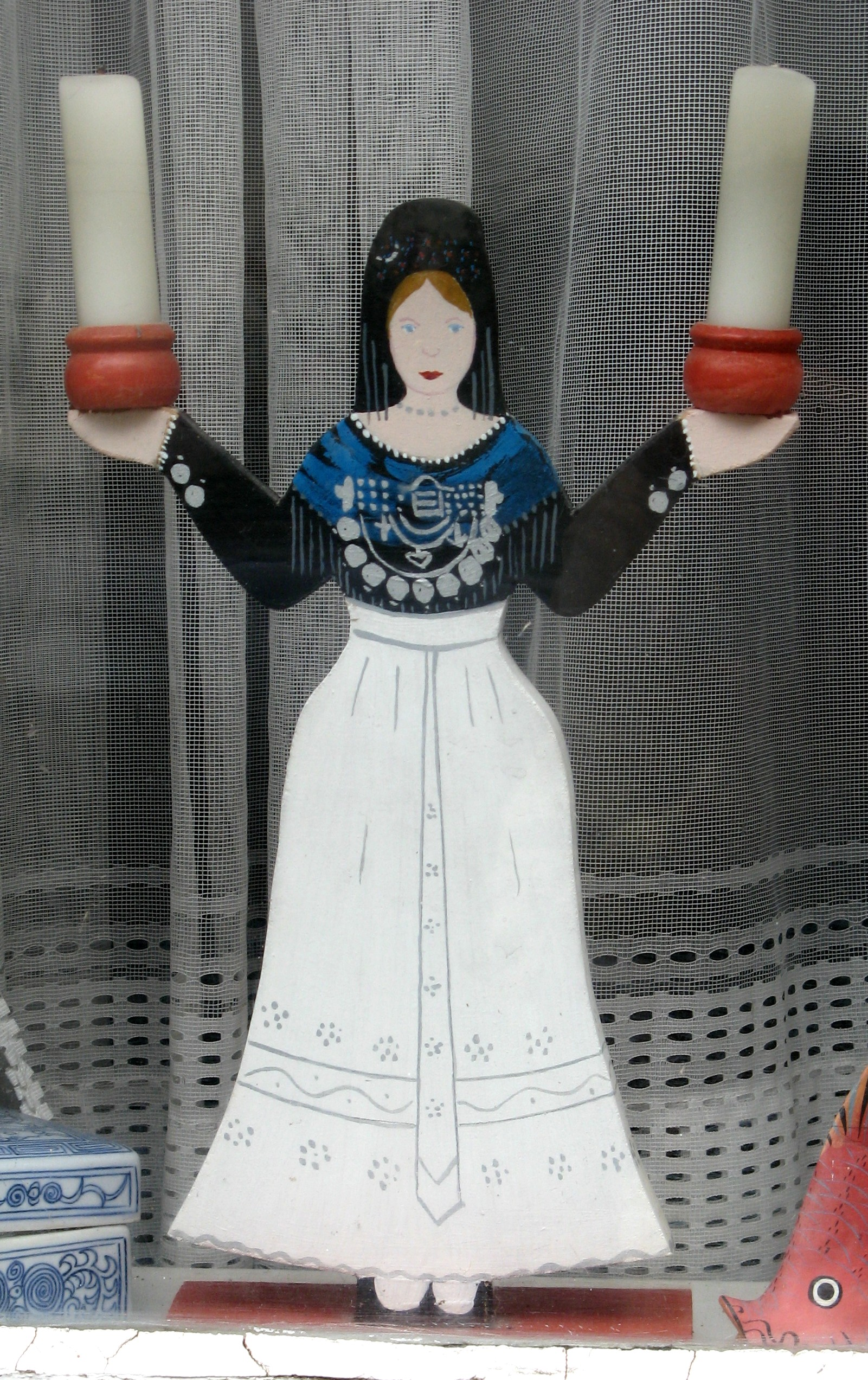
Föhrer Friesentracht als Kerzenständer

Mehrere bis in die Gegenwart getragenen Föhrer Trachten sind im Dr. Carl-Haeberlin Friesen-Museum in Wyk auf Föhr ausgestellt. Es finden sich dort die oben beschriebene Festtagstracht, eine Alltagstracht, eine Tracht, die zur Feldarbeit getragen wurde und eine Witwentracht.
In dem Museum ist auch eine komplett eingerichtete Goldschmiedewerkstatt aufgebaut, in der unter anderem der Filigranschmuck für die Trachtenausstattung hergestellt wurde.

## Föhrer Trachten in der Kunst
Ein Bild des Malers Christian Ludwig Bokelmann (1844–1894) zeigt den Kirchgang der jungen Frauen in die Kirche St. Nicolai auf Föhr in Boldixum. Dieses Ölgemälde hängt in Schloss Gottorf in Schleswig. Ein anderes Bild, das in der Kirche St. Johannis in Nieblum hängt, zeigt eine Konfirmation in Föhrer Tracht. Der Maler Oluf Braren porträtierte verschiedene Trägerinnen der Föhrer Tracht des frühen 19. Jahrhunderts.
Die Maler Jacob Rieter und Johannes Senn hielten im Jahr 1806 alle damals gebräuchlichen Trachten fest. Vor allem ihnen ist es zu verdanken, dass wir heute noch wissen, wie die Trachten des 18. Jahrhunderts aussahen.